# 玉川陽介
玉川 陽介（たまがわ ようすけ、1978年7月 - ）は、日本の不動産投資家。コアプラス・アンド・アーキテクチャーズ代表取締役。
保有資産評価額は100億円を超える。

## 人物・経歴
神奈川県大和市出身。学習院大学経済学部経営学科卒業。
学習院大学在学中に統計データ処理受託の会社を設立し、M&Aにより2006年に上場会社へ同社を売却。その売却益を元に本格的に投資を開始する。
米国留学を経て、2010年にコアプラス・アンド・アーキテクチャーズを創業。
不動産のほか、債券、デリバティブなど、多様な金融種類の取引も手がける。
『日本経済新聞』『日経ビジネス』『週刊ダイヤモンド』など経済紙・経済誌への記事執筆のほか、『東洋経済ONLINE』『ダイヤモンド・オンライン』などオンラインメディアへの寄稿多数。
2022年2月、紺綬褒章を受章。